# Siouxsie and the Banshees
Siouxsie and the Banshees [ˈsuːzi ænðə ˈbænʃiːz] waren eine 1976 in London gegründete britische Rockband. Sie gelten als eine der wichtigen Bands der Post-Punk- und Dark-Wave-Bewegung.
Obwohl die Band außerhalb Großbritanniens und der Vereinigten Staaten kommerziell kaum erfolgreich war, erlangte sie einen Status als Kultband. Viele Rockbands gaben Siouxsie and the Banshees als Einflussquelle auf ihr musikalisches Werk an.

## Geschichte

### Gründung
Die Sängerin Siouxsie Sioux (* 27. Mai 1957) und ihr langjähriger Freund und Mitmusiker Steven Severin lernten sich 1975 bei einem Konzert von Roxy Music kennen. Sie gehörte von 1976 an zum so genannten Bromley Contingent, einer Gruppe von modebewussten, treuen Fans der Sex Pistols im Süden von London.
Im Dezember 1976, lange vor Abschluss ihres ersten Plattenvertrages, erlangte Siouxsie einige Berühmtheit, als sie während eines Sex-Pistols-TV-Interviews den Moderator Bill Grundy zu einer schlüpfrigen Bemerkung inspirierte, worauf Gitarrist Steve Jones ihn wüst beschimpfte. Die Banshees hatten ihren ersten Auftritt am 20. September 1976 im Londoner 100 Club. In der Urformation der Banshees spielte Simon Ritchie Schlagzeug, der später unter dem Namen Sid Vicious bei den Sex Pistols Bass spielte. Gitarre spielten damals Marco Pirroni und Pete Fenton. Später kamen John McKay an der Gitarre sowie Kenny Morris am Schlagzeug in die Band. Zu ihren prägenden musikalischen Einflüssen zählten damals unter anderem The Velvet Underground, David Bowie und Can. Der zweite Namensbestandteil der Band wurde durch den 1970 erschienenen Horrorfilm Cry of the Banshee inspiriert.
Kontroversen löste Siouxsie Sioux aus, als sie bei einem Auftritt der Sex Pistols in Paris im September 1976 Hakenkreuz-Symbole (darunter eine Armbinde) als Modeschmuck trug. Als Reaktion darauf widmete die Band das Stück Metal Postcard (Mittageisen) auf The Scream (1978) dem erklärten NS-Gegner John Heartfield. Im Jahr 1979 wurde es als Single mit einem Foto von John Heartfield als Cover und einem ins Deutsche übertragenen Text ausgekoppelt.

### Die ersten Jahre
Im Frühjahr 1978 erhielten die Konzerte durchweg gute Rezensionen in der englischen Presse, die Band hatte jedoch keinen Plattenvertrag. Eine Graffiti-Aktion zugunsten der Band - Sign the Banshees: do it now - zeigt, wie populär diese im Laufe des Jahres geworden war. Im Juni 1978 unterschrieb die Band bei Polydor. Mit der Single Hong Kong Garden erreichten die Banshees im August Platz 7 der britischen Charts. Wenig später erschien die LP The Scream, die heute als frühes Beispiel für Post-Punk gilt. Viele Musikkritiker halten The Scream daher für ein bedeutendes Album.
Umbesetzungen gab es in der Gruppe immer wieder. Als 1979 der Schlagzeuger Morris und der Gitarrist McKay die Band nach einem Streit während einer Autogrammstunde im schottischen Aberdeen verlassen hatten, wurde Robert Smith provisorisch neuer Gitarrist, der damals mit seiner Band The Cure im Vorprogramm spielte. Neuer Schlagzeuger wurde Budgie. Bis zur Auflösung der Band bildeten er, Siouxsie Sioux und Steven Severin den Kern der Band. Die Position des Gitarristen dagegen wurde häufig neu besetzt. Smith wurde zunächst durch John McGeoch ersetzt, der zuvor bei Magazine gespielt hatte.

### Steigende Popularität

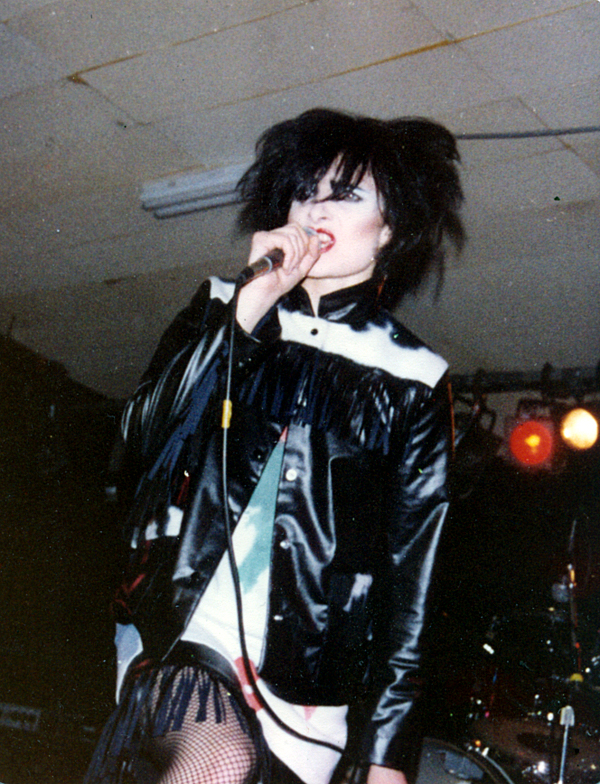
Siouxsie auf einem Konzert der Band in New York, November 1980

In dieser Zeit änderte sich der Sound von Siouxsie and the Banshees: Die Singles Happy House und Christine sowie das Album Kaleidoscope, das Anfang 1980 erschien, waren stärker von akustischen Gitarren und Synthesizern geprägt. Kaleidoscope war erfolgreicher als The Scream und erreichte Platz 5 in den englischen Charts. Die Single Happy House stieg bis auf Platz 17 der Single-Charts.
1981 nahmen Siouxsie and the Banshees das Album Juju auf, das heute als „Klassiker“ des Post-Punk-Genres gilt. Vielen gelten die drei Alben mit McGeoch an der Gitarre als die besten Arbeiten der Band. Gleichzeitig galt sie Anfang der 1980er als eine der besten Livebands.
Auf A Kiss in the Dreamhouse. inkorporierte die Band Pop- und Psychedelia-Elemente in ihre Musik. McGeoch wurde wegen seiner Drogenprobleme 1982 erneut durch Robert Smith ersetzt. Smith spielte mit der Band unter anderem die Coverversion des Beatles-Songs Dear Prudence ein. Sie erreichte im Herbst 1983 Platz 3 der britischen Charts. Smith blieb zwar bis 1984 bei den Banshees, konzentrierte sich jedoch vor allem seit dem Erfolg der Single The Walk auf The Cure. Er wurde nach Empfehlung der Plattenfirma durch John Carruthers ersetzt. Davor brachte er aber noch gemeinsam mit dem Bassisten Severin als The Glove ein Album heraus.
1986 veröffentlichten sie das Album Tinderbox, aus dem die Singles Cities in Dust und Candyman ausgekoppelt wurden. Allmusic gab Tinderbox fast die volle Punktzahl. Im Anschluss daran wurde 1987 das Cover-Album Through the Looking Glass veröffentlicht; das darauf enthaltene Iggy-Pop-Cover The Passenger wurde zu einem der bekanntesten Lieder von Siouxsie and the Banshees.
Carruthers wurde 1987 durch Jon Klein ersetzt, angeblich weil er sich nie richtig in die Band eingefügt habe und es ihm an der gewünschten Kreativität mangele. Zudem kam mit dem Keyboarder Martin McCarrick ein weiteres Mitglied in die Band, der auch Cello und Akkordeon spielte. Er hatte bereits zuvor mit der Band gearbeitet.

### Hinwendung zum Mainstream, Rückbesinnung und das Ende der Band
Das erste Album der nun fünfköpfigen Band wurde 1988 Peepshow. Die erste Single Peek-a-Boo erreichte Platz 1 der Modern Rock Tracks Charts des Billboard Magazine, der dazugehörige Videoclip erhielt mehrere Auszeichnungen und Nominierungen. Auch Peepshow erhielt überwiegend sehr gute Kritiken. Allmusic lobte die vielfältigen Einflüsse - u. a. Flamenco, Charleston, Funk, HipHop - und nannte es "das beste Album der Band seit Jahren".
Die stilistische Vielfalt und ausgefeilte Produktion setzte sich 1991 mit dem von Stephen Hague produzierten Album Superstition fort. Bei der Kritik konnte es jedoch nicht an Peepshow anknüpfen. Allerdings wurde Superstition in einigen Ländern äußerst erfolgreich, die erste Single Kiss them for me erreichte in den USA sogar die Top 30. Während dieser Zeit tourten Siouxsie and the Banshees auch als Headliner des ersten Lollapalooza-Festivals durch die USA. Bandintern wurde das Album nicht geschätzt. Martin McCarrick beklagte die unflexible und technische Arbeitsweise von Stephen Hague, Siouxsie Sioux hielt die Produktion für klinisch und steril; nur Steven Severin mochte Superstition. Danach waren Siouxsie and the Banshees 1992 mit Face to Face auf dem Soundtrack zum Film Batman Returns vertreten.
Das 1995 folgende elfte Studioalbum The Rapture wurde wieder deutlich gitarrenlastiger und düsterer als der Vorgänger. Auch inhaltlich wurden die Abgründe der menschlichen Seele ins Zentrum gerückt. Die Band spielte das Album auf Siouxsies Betreiben in der Abgeschiedenheit des südfranzösischen Chateaus von Siouxsie und Budgie zwischen Bordeaux und Toulouse ein und produzierte komplett in Eigenregie. Siouxsie wollte als Gegenentwurf zu Superstition einen raueren und organischeren Klang für The Rapture. Nach Veröffentlichung des Albums und noch vor der Tournee kam es zum Bruch mit Jon Klein, dem dienstältesten Gitarristen der Band. Nachfolger wurde Knox Chandler (Ex-The Psychedelic Furs), der erste Amerikaner in der Band. Er arbeitet auch gegenwärtig immer wieder mit Siouxsie und Budgie zusammen.
1996 lösten sich Siouxsie and the Banshees auf. Gründe waren häufige Meinungsverschiedenheiten, etwa zwischen Siouxsie und Severin, die von Budgie beklagte angebliche mangelnde Akzeptanz seiner Ideen seitens Severin, die Übernahme ihrer Plattenfirma durch die Universal Music Group und gesundheitliche Probleme.
Nach einer längeren Pause machten Siouxsie und Budgie ihr Nebenprojekt The Creatures zum Hauptrpojekt, zudem wurde das Plattenlabel „Sioux Records“ gegründet.
Im Jahr 2002 erhielt die Band das Angebot, beim Coachella Music&Arts Festival aufzutreten, woraufhin sich die Banshees noch einmal zusammentaten und in den USA, England und Japan live auftraten. Die Band löste sich danach aber wieder und diesmal auch endgültig auf, da das Verhältnis zwischen Siouxsie und Severin mittlerweile zu zerrüttet war. Im selben Jahr erschien eine autorisierte Biographie der Banshees.

### Nach der Auflösung der Band

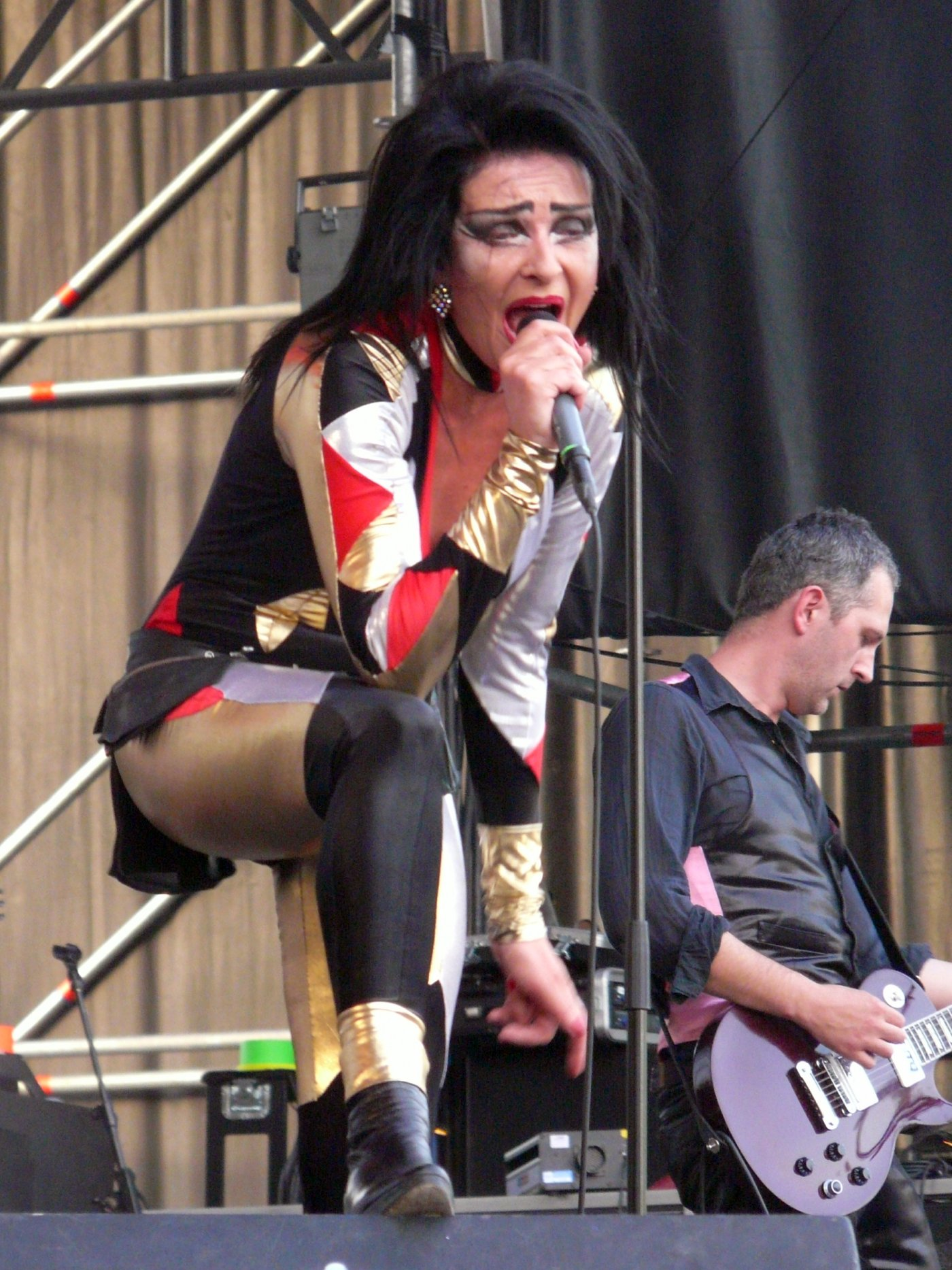
Siouxsie auf dem Saturday Night Fiber Festival in Madrid, Juli 2008

Budgie und Siouxsie, die 1991 geheiratet hatten, lebten einige Jahre gemeinsam in Frankreich, zwischen Toulouse und Bordeaux. Auch The Creatures wurden 2004 aufgelöst, und so widmet sich Siouxsie nun ihrer Solokarriere, die mit der An Evening with… Siouxsie-Tour im Jahr 2004 begann. Im Sommer 2006 unterzeichnete sie einen Vertrag mit dem Label W14 (Teil von Universal Records), das von John Williams geleitet wird, mit dem Siouxsie bereits Ende der 1980er bei Polydor zusammengearbeitet hatte.
Ende Juni 2007 gab Siouxsie in einem BBC2-Radiointerview überraschend die Trennung von Budgie bekannt, die beiden sind mittlerweile geschieden. Siouxsie setzte ihre Karriere fort. Ihr erstes Soloalbum Mantaray wurde mit einer komplett neuen Band eingespielt und im September 2007 veröffentlicht.
Im Jahr 2018 wurden elf Studioalben auf 180 Gramm schwerem Vinyl neu aufgelegt. Weitere Vinyl-Auflagen und Neuauflagen folgten in den nachkommenden Jahren.

## Bedeutung und Einfluss
Im Laufe ihre 20-jährigen Geschichte beeinflusste die Band eine Reihe weiterer Interpreten. Ganz zu Beginn ihrer Karriere waren sie Vorbilder für Joy Division und The Cure, zwei Bands, deren Einfluss auf bedeutende Musikstile der 1980er und 1990er wie Independent oder Alternative Rock wiederum kaum überschätzt werden kann. Weil die Band bereits ganz am Anfang des Übergangs von Punk zu Post-Punk in der Öffentlichkeit präsent und erfolgreich war, beeinflusste sie etliche weitere Bands und formte das Image dieses Stils mit.
Die Genre-Bezeichnung Post-Punk selbst tauchte erstmals in Zusammenhang mit Siouxsie and the Banshees auf, nämlich 1977 im britischen Musikmagazin Sounds. Ähnlich wie ihre frühen Zeitgenossen The Clash, The Police oder Public Image Ltd. entwickelten Siouxsie and the Banshees also Punkrock auf spezifische Weise weiter und schufen so einen wichtigen Stil der 1980er.
Mitte der 1980er lobten The Smiths die Musik der Band. U2 nannten Siouxsie and the Banshees als bedeutenden Einfluss
Dave Gahan von Depeche Mode bezeichnete die Band als eine seiner drei Lieblingsbands. Zu Beginn der 1990er Bands beriefen sich Bands wie Radiohead, und Slowdive auf sie. Die Shoegaze-Band Slowdive benannte sich nach einem Song vom fünften Album der Band.
Bedeutend war auch das Erscheinungsbild der Band und besonders von Siouxsie Sioux, die zur Stilikone der aufkeimenden Gothic-Szene wurde. Nach ihrem Headliner-Auftritt auf dem Futurama-Festival 1980 kommentierte Paul Morley, dass Siouxsie „ihr neuestes Outfit vorführte, das alle Mädchen in den kommenden Monaten beeinflussen wird. Ungefähr die Hälfte aller Mädchen in Leeds betrachtet Sioux als modisches Vorbild, vom Kopf bis in die Zehenspitzen.“ Das Aussehen und Auftreten von Robert Smith oder des Bauhaus-Sängers Peter Murphy wurde von Siouxsie Sioux beeinflusst. Auch heute noch zeigt sich dieser Einfluss im Stil von Interpreten wie Alice Glass.

## Diskografie

### Alben
| Jahr | Titel                     | Höchstplatzierung, Gesamtwochen, AuszeichnungChartplatzierungen (Jahr, Titel, Platzierungen, Wochen, Auszeichnungen, Anmerkungen) | Höchstplatzierung, Gesamtwochen, AuszeichnungChartplatzierungen (Jahr, Titel, Platzierungen, Wochen, Auszeichnungen, Anmerkungen) | Höchstplatzierung, Gesamtwochen, AuszeichnungChartplatzierungen (Jahr, Titel, Platzierungen, Wochen, Auszeichnungen, Anmerkungen) | Höchstplatzierung, Gesamtwochen, AuszeichnungChartplatzierungen (Jahr, Titel, Platzierungen, Wochen, Auszeichnungen, Anmerkungen) | Anmerkungen                             |
| Jahr | Titel                     | DE | CH | UK | US | Anmerkungen                             |
| ---- | ------------------------- | --- | --- | --- | --- | --------------------------------------- |
| 1978 | The Scream                | — | — | UK12 Silber · (11 Wo.)UK | — | Erstveröffentlichung: 13. November 1978 |
| 1979 | Join Hands                | — | — | UK13 Silber · (5 Wo.)UK | — | Erstveröffentlichung: 7. September 1979 |
| 1980 | Kaleidoscope              | — | — | UK5 Silber · (6 Wo.)UK | — | Erstveröffentlichung: 1. August 1980    |
| 1981 | Juju                      | — | — | UK7 Silber · (17 Wo.)UK | — | Erstveröffentlichung: 15. Juni 1980     |
| 1982 | A Kiss in the Dreamhouse  | — | — | UK11 Silber · (11 Wo.)UK | — | Erstveröffentlichung: 5. November 1982  |
| 1984 | Hyæna                     | — | — | UK15 (6 Wo.)UK | US157 (7 Wo.)US | Erstveröffentlichung: 8. Juni 1984      |
| 1986 | Tinderbox                 | — | — | UK13 (6 Wo.)UK | US88 (15 Wo.)US | Erstveröffentlichung: 21. April 1986    |
| 1987 | Through the Looking Glass | DE59 (1 Wo.)DE | CH29 (1 Wo.)CH | UK15 Silber · (8 Wo.)UK | US188 (3 Wo.)US | Erstveröffentlichung: 2. März 1987      |
| 1988 | Peepshow                  | DE64 (1 Wo.)DE | — | UK20 Silber · (5 Wo.)UK | US68 (20 Wo.)US | Erstveröffentlichung: 5. September 1988 |
| 1991 | Superstition              | — | — | UK25 (4 Wo.)UK | US65 (21 Wo.)US | Erstveröffentlichung: 10. Juni 1991     |
| 1995 | The Rapture               | — | — | UK33 (3 Wo.)UK | US127 (2 Wo.)US | Erstveröffentlichung: 16. Januar 1995   |

grau schraffiert: keine Chartdaten aus diesem Jahr verfügbar

### Livealben
| Jahr | Titel           | Höchstplatzierung, Gesamtwochen, AuszeichnungChartplatzierungen (Jahr, Titel, Platzierungen, Wochen, Auszeichnungen, Anmerkungen) | Höchstplatzierung, Gesamtwochen, AuszeichnungChartplatzierungen (Jahr, Titel, Platzierungen, Wochen, Auszeichnungen, Anmerkungen) | Höchstplatzierung, Gesamtwochen, AuszeichnungChartplatzierungen (Jahr, Titel, Platzierungen, Wochen, Auszeichnungen, Anmerkungen) | Höchstplatzierung, Gesamtwochen, AuszeichnungChartplatzierungen (Jahr, Titel, Platzierungen, Wochen, Auszeichnungen, Anmerkungen) | Anmerkungen |
| Jahr | Titel           | DE | CH | UK | US | Anmerkungen |
| ---- | --------------- | --- | --- | --- | --- | ----------- |
| 1983 | Nocturne        | — | — | UK29 Silber · (10 Wo.)UK | — |             |
| 2003 | The 7 Year Itch | — | — | — | — |             |

Weitere Livealben
- 2009: At the BBC (3 CDs + 1 DVD Box-Set)

### Kompilationen
| Jahr | Titel                          | Höchstplatzierung, Gesamtwochen, AuszeichnungChartplatzierungen (Jahr, Titel, Platzierungen, Wochen, Auszeichnungen, Anmerkungen) | Höchstplatzierung, Gesamtwochen, AuszeichnungChartplatzierungen (Jahr, Titel, Platzierungen, Wochen, Auszeichnungen, Anmerkungen) | Höchstplatzierung, Gesamtwochen, AuszeichnungChartplatzierungen (Jahr, Titel, Platzierungen, Wochen, Auszeichnungen, Anmerkungen) | Höchstplatzierung, Gesamtwochen, AuszeichnungChartplatzierungen (Jahr, Titel, Platzierungen, Wochen, Auszeichnungen, Anmerkungen) | Anmerkungen                        |
| Jahr | Titel                          | DE | CH | UK | US | Anmerkungen                        |
| ---- | ------------------------------ | --- | --- | --- | --- | ---------------------------------- |
| 1989 | Once Upon a Time: The Singles  | — | — | UK21 Gold · (25 Wo.)UK | — | Erstveröffentlichung: 25. Mai 1989 |
| 1992 | Twice Upon a Time: The Singles | — | — | UK26 (2 Wo.)UK | — |                                    |

Weitere Kompilationen
- 2002: The Best of Siouxsie and the Banshees (UK: Gold)
- 2004: Downside Up (B-Seiten & Raritäten Box-Set)
- 2006: Voices on the Air: The Peel Sessions (1977–79, 1981+ 86)
- 2015: Spellbound: The Collection
- 2016: Classic Selection Album - volume 1 (6 cds Box-Set)
- 2016: Classic Selection Album - volume 2 (6 cds Box-Set)
- 2022: All Souls

### EPs
| Jahr | Titel             | Höchstplatzierung, Gesamtwochen, AuszeichnungChartplatzierungen (Jahr, Titel, Platzierungen, Wochen, Auszeichnungen, Anmerkungen) | Höchstplatzierung, Gesamtwochen, AuszeichnungChartplatzierungen (Jahr, Titel, Platzierungen, Wochen, Auszeichnungen, Anmerkungen) | Höchstplatzierung, Gesamtwochen, AuszeichnungChartplatzierungen (Jahr, Titel, Platzierungen, Wochen, Auszeichnungen, Anmerkungen) | Höchstplatzierung, Gesamtwochen, AuszeichnungChartplatzierungen (Jahr, Titel, Platzierungen, Wochen, Auszeichnungen, Anmerkungen) | Anmerkungen |
| Jahr | Titel             | DE | CH | UK | US | Anmerkungen |
| ---- | ----------------- | --- | --- | --- | --- | ----------- |
| 1984 | The Thorn         | — | — | UK47 (3 Wo.)UK | — |             |
| 1987 | The Peel Sessions | — | — | UK97 (1 Wo.)UK | — |             |

### Singles
| Jahr | Titel Album                                                | Höchstplatzierung, Gesamtwochen, AuszeichnungChartplatzierungen (Jahr, Titel, Album, Platzierungen, Wochen, Auszeichnungen, Anmerkungen) | Höchstplatzierung, Gesamtwochen, AuszeichnungChartplatzierungen (Jahr, Titel, Album, Platzierungen, Wochen, Auszeichnungen, Anmerkungen) | Höchstplatzierung, Gesamtwochen, AuszeichnungChartplatzierungen (Jahr, Titel, Album, Platzierungen, Wochen, Auszeichnungen, Anmerkungen) | Höchstplatzierung, Gesamtwochen, AuszeichnungChartplatzierungen (Jahr, Titel, Album, Platzierungen, Wochen, Auszeichnungen, Anmerkungen) | Anmerkungen |
| Jahr | Titel Album                                                | DE | CH | UK | US | Anmerkungen |
| ---- | ---------------------------------------------------------- | --- | --- | --- | --- | --- |
| 1978 | Hong Kong Garden –                                         | — | — | UK7 Silber · (10 Wo.)UK | — | Erstveröffentlichung: August 1978                                                                                           |
| 1979 | The Staircase (Mystery) –                                  | — | — | UK24 (8 Wo.)UK | — | Erstveröffentlichung: 23. März 1979                                                                                         |
| 1979 | Playground Twist Join Hands                                | — | — | UK28 (6 Wo.)UK | — | Erstveröffentlichung: 29. Juni 1989                                                                                         |
| 1979 | Mittageisen –                                              | — | — | UK47 (3 Wo.)UK | — | Erstveröffentlichung: 14. September 1979 Deutschsprachige Version von Metal Postcard (Mittageisen) aus dem Album The Scream |
| 1980 | Happy House Kaleidoscope                                   | — | — | UK17 (8 Wo.)UK | — | Erstveröffentlichung: 3. März 1980                                                                                          |
| 1980 | Christine Kaleidoscope                                     | — | — | UK22 (8 Wo.)UK | — | |
| 1980 | Israel –                                                   | — | — | UK41 (8 Wo.)UK | — | |
| 1981 | Spellbound Juju                                            | — | — | UK22 (8 Wo.)UK | — | Erstveröffentlichung: 22. Mai 1981                                                                                          |
| 1981 | Arabian Knights Juju                                       | — | — | UK32 (7 Wo.)UK | — | Erstveröffentlichung: 24. Juli 1981                                                                                         |
| 1982 | Fireworks –                                                | — | — | UK22 (6 Wo.)UK | — | Erstveröffentlichung: 21. Mai 1982                                                                                          |
| 1982 | Slowdive A Kiss in the Dreamhouse                          | — | — | UK41 (4 Wo.)UK | — | |
| 1982 | Melt! / Il Est Né Le Divin Enfant A Kiss in the Dreamhouse | — | — | UK49 (7 Wo.)UK | — | Doppel-A-Single |
| 1983 | Dear Prudence –                                            | — | — | UK3 Silber · (8 Wo.)UK | — | Erstveröffentlichung: 9. September 1983                                                                                     |
| 1984 | Swimming Horses Hyæna                                      | — | — | UK28 (4 Wo.)UK | — | Erstveröffentlichung: 16. März 1984                                                                                         |
| 1984 | Dazzle Hyæna                                               | — | — | UK33 (3 Wo.)UK | — | |
| 1985 | Cities in Dust Tinderbox                                   | — | — | UK21 (7 Wo.)UK | — | Erstveröffentlichung: 14. Oktober 1985                                                                                      |
| 1986 | Candyman Tinderbox                                         | — | — | UK34 (5 Wo.)UK | — | |
| 1987 | This Wheel’s on Fire Through the Looking Glass             | — | — | UK14 (6 Wo.)UK | — | Erstveröffentlichung: 5. Januar 1987                                                                                        |
| 1987 | The Passenger Through the Looking Glass                    | — | — | UK41 (6 Wo.)UK | — | |
| 1987 | Song from the Edge of the World –                          | — | — | UK59 (3 Wo.)UK | — | |
| 1988 | Peek-a-Boo Peepshow                                        | — | — | UK16 (6 Wo.)UK | US53 (14 Wo.)US | Erstveröffentlichung: 18. Juli 1988                                                                                         |
| 1988 | The Killing Jar Peepshow                                   | — | — | UK41 (3 Wo.)UK | — | Erstveröffentlichung: 26. September 1988                                                                                    |
| 1988 | The Last Beat of My Heart Peepshow                         | — | — | UK44 (2 Wo.)UK | — | Erstveröffentlichung: 21. November 1988                                                                                     |
| 1991 | Kiss Them for Me Superstition                              | — | — | UK32 (4 Wo.)UK | US23 (13 Wo.)US | Erstveröffentlichung: 13. Mai 1991                                                                                          |
| 1991 | Shadowtime Superstition                                    | — | — | UK57 (1 Wo.)UK | — | |
| 1991 | Fear (of the Unknown) Superstition                         | — | — | — | — | Wurde nur in den USA als Single veröffentlicht                                                                              |
| 1992 | Face to Face Batman Returns O.S.T.                         | — | — | UK21 (4 Wo.)UK | — | |
| 1995 | O Baby The Rapture                                         | — | — | UK34 (3 Wo.)UK | — | |
| 1995 | Stargazer The Rapture                                      | — | — | UK64 (1 Wo.)UK | — | |

### Videoalben
- 2003: The Seven Year Itch (live) London 2002 tour'reunion
- 2003: The Best of (DVD Videos mit 2 Audio CDs)
- 2006: Nocturne (live) London 1983 mit Robert Smith (Gitarre)
- 2009: At the BBC (Live-DVD mit 3 Audio CDs)